# Seo Seung-Jae
Seo Seung-Jae (en hangul: 서승재, 4 de septiembre de 1997) es un deportista surcoreano que compite en bádminton. Ganó dos medallas de oro en el Campeonato Mundial de Bádminton de 2023, en las pruebas de dobles y dobles mixto.

## Palmarés internacional
| Campeonato Mundial | Campeonato Mundial     | Campeonato Mundial | Campeonato Mundial |
| Año                | Lugar                  | Medalla            | Prueba             |
| ------------------ | ---------------------- | ------------------ | ------------------ |
| 2023               | Copenhague (Dinamarca) | Medalla de oro     | Dobles             |
| 2023               | Copenhague (Dinamarca) | Medalla de oro     | Dobles mixto       |